# ناحیه تان بین
ناحیه‌تان بین (به لاتین: Tân Biên District) یک منطقهٔ مسکونی در ویتنام است که در جنوب شرقی ویتنام واقع شده‌است.